# Selaginella lineolata
Selaginella lineolata là một loài dương xỉ trong họ Selaginellaceae. Loài này được Mickel & Beitel mô tả khoa học đầu tiên năm 1988.